# Requiem (album Przemysława Gintrowskiego)
Requiem – minialbum Przemysława Gintrowskiego z 1979 wydany przez Tonpress (numer N-27).

## Lista utworów
1. „Pani Bovary”[1]
2. „Przyjaciele”
3. „Requiem”

## Twórcy
- Muzyka: Przemysław Gintrowski
- Teksty: Krzysztof Maria Sieniawski